# توفيق شيخ روحه
توفيق شيخ روحه ولد في 1944، هو سياسي تونسي.

## السيرة الذاتية
بدأ توفيق شيخ روحه مساره في الحكومة إثر انقلاب 7 نوفمبر 1987، حيث عين في نفس اليوم في منصب وزير الشؤون الاجتماعية في حكومة الهادي البكوش، وبقي على رأس الوزارة حتى 27 سبتمبر 1989، أين عين كاتبا عاما للحكومة التونسية في حكومة حامد القروي، ثم انتقل في 20 فبراير 1991 ليصبح وزيرا للتكوين المهني والتشغيل في نفس حكومة القروي، وذلك حتى 9 يونيو 1992. حزبيا، كان عضو اللجنة المركزية لحزب التجمع الدستوري الديمقراطي.

بعد هروب الرئيس زين العابدين بن علي في 14 يناير 2011 إثر الثورة التونسية، أقيل من مهامه كوزير مستشار للرئيس بن علي في 29 يناير مع تأثير رجعي ابتداءا من 15 يناير.